# Естадіо Матео Флорес
«Естадіо Доротео Гуамух Флорес» (ісп. Estadio Doroteo Guamuch Flores) — багатофункціональний стадіон у місті Гватемала, Гватемала, головна спортивна споруда країни.
Стадіон побудований 1948 року та відкритий 18 серпня 1950 року. Має потужність 26 000 глядачів. Поле з природним покриттям оточене восьмирядовою біговою доріжкою. Арена має п'ять трибун, одна з яких накрита дахом.
Протягом 1950–1959 років арена мала назву «Естадіо Олімпіко де ла Революціон». У 1959–2016 роки носила ім'я видатного гватемальського спортсмена Матео Флореса. У 2016 році стадіон перейменовано на «Естадіо Доротео Гуамух Флорес» як повна форма імені Матео Флореса. Арена має прізвисько «Колосо де ла Зона 5», за місцем свого розташування. 
Стадіон є місцем проведення футбольних матчів, різного роду спортивних змагань та концертів.